# Ferrières (Belgique)
Pour les articles homonymes, voir Ferrières.
Ferrières (en wallon Fèrîre) est un village et commune francophone de Belgique situés en Région wallonne dans la province de Liège (arrondissement de Huy). La commune fait partie de la maison du tourisme du Pays d'Ourthe-Amblève.

## Géographie

### Situation et description de la commune
Depuis la fusion des communes en 1977, la commune de Ferrières se compose de cinq anciennes communes : Ferrières, My, Vieuxville, Werbomont et Xhoris. La partie orientale de la commune (Werbomont, une partie de Ferrières et de Xhoris) se trouve en Ardenne alors que la partie occidentale (Vieuxville, My, l'autre partie de Ferrières et une grande partie de Xhoris) fait partie de la bande calcaire de la Calestienne. L'extrémité nord (château de Fanson) se trouve en Famenne. Souvent, l'habitat ancien confirme cette situation géographique par l'emploi de moellons de calcaire en Calestienne et de grès dans la partie ardennaise.
La commune se trouve en rive droite de l'Ourthe qui arrose Sy, Logne, Palogne et la partie ouest de Xhoris. La Lembrée traverse la commune d'est en ouest en passant par Grimonster, Ferrières, My, Vieuxville et Palogne où elle rejoint l'Ourthe.
La partie orientale de la commune est traversée par l'autoroute E25. La sortie 48 se trouve à Werbomont où un parc artisanal a été créé en 1996. La commune compte aussi un arrêt de la ligne de chemin de fer Liège-Jemelle à la gare de Sy. Ferrières se situe à une quarantaine de kilomètres au sud de Liège.

### Sections de commune
| # | Nom        | Superf. (km²) | Habitants (2020) | Habitants par km² | Code INS |
| - | ---------- | ------------- | ---------------- | ----------------- | -------- |
| 1 | Ferrières  | 20,18         | 1.646            | 82                | 62019A   |
| 2 | Vieuxville | 4,44          | 376              | 85                | 62019B   |
| 3 | My         | 9,82          | 453              | 46                | 62019C   |
| 4 | Xhoris     | 12,54         | 1.633            | 130               | 62019D   |
| 5 | Werbomont  | 10,10         | 898              | 89                | 62019E   |

### Hameaux
- L'ancienne commune de Ferrières est constituée de nombreux hameaux ou quartiers parmi lesquels Burnontige, Le Trou, Le Thier, La Fagnoul, Lantroul, Le Houpet, la Picherotte, le Pré du Fa, Rouge-Minière, Saint-Roch, Ferot, Malacord et Grimonster.
- Ville et Landrecy sur le territoire de My.
- Sy, Logne et Palogne sur le territoire de Vieuxville.
- Bosson et Le Grand-Trixhe sur le territoire de Werbomont.
- Pierreux sur le territoire de Xhoris.

### Communes limitrophes
|        | Comblain-au-Pont | Aywaille |
| Hamoir | Ferrières        | Stoumont |
|        | Durbuy           | Manhay   |

### Description du village
De nombreux ruisseaux ont façonné le relief ferrusien en d'innombrables vallées encaissées et en collines souvent boisées. Tous se rejoignent pour former la Lembrée qui se jette dans l'Ourthe à Palogne (Vieuxville).
La place de Chablis, agréable et arborée, représente le centre administratif, commercial et récréatif du village.

## Démographie

### Démographie: Avant la fusion des communes
- Source: DGS recensements population

### Démographie: Commune fusionnée
En tenant compte des anciennes communes entraînées dans la fusion de communes de 1977, on peut dresser l'évolution suivante :
Les chiffres des années 1831 à 1970 tiennent compte des chiffres des anciennes communes fusionnées.
- Source: DGS , de 1831 à 1981=recensements population; à partir de 1990 = nombre d'habitants chaque 1 janvier[2]

## Histoire
Depuis le Moyen Âge et jusqu'en 1795 le village a fait partie de la Principauté de Stavelot-Malmedy (comté de Logne). Ensuite, le village est repris dans le département de l'Ourthe sous le régime français jusqu'en 1815.

## Héraldique
|  | La ville possède des armoiries qui lui ont été octroyées le 21 octobre 1982. Elles montrent une tête de méduse reprise des armoiries des Comte de Logne qui possédaient un vaste château à Ferrières. Ces armoiries apparaissent aux XVIe et XVIIe siècles sur le sceau du tribunal local. Le blason figure sur le site officiel de la commune. Les ornements extérieurs sont ceux des princes-abbés de Stavelot-Malmédy, la mitre étant remplacée par la couronne du roi des Belges : Timbré d'une couronne royale fermée et posé sur une crosse et une épée en sautoir. Blasonnement : D'or, à une tête de gorgone de gueules. |

## Politique et administration

### Conseil et collège communal 2024-2030
Ci-dessous, le tableau des résultats des élections communales de 2024.
| Parti | Parti             | Voix (2024) | Voix (2018) | % (2024) | % (2018) | +/-    | Sièges  | +/-  | Collège |
| ----- | ----------------- | ----------- | ----------- | -------- | -------- | ------ | ------- | ---- | ------- |
|       | Alternative Ecolo | 192         | -           | 5,52%    | -        | 0.0 %  | 0 / 17  | 0.0  | Non     |
|       | Ferr Ensemble     | 1.345       | -           | 38,65%   | -        | 0.0 %  | 7 / 17  | 7.0  | Non     |
|       | C@P CITOYENS      | 1.878       | -           | 53,97%   | -        | 0.0 %  | 10 / 17 | 10.0 | Oui     |
|       | FCC               | 65          | 180         | 1,87%    | 5,36%    | 3.49 % | 0 / 17  | 0.0  | Non     |
|       | Envie Commune     | -           | 1.271       | -        | 37,86%   | 0.0 %  | - / 17  | 6.0  | Non     |
|       | RpF               | -           | 1.906       | -        | 56,78%   | 0.0 %  | - / 17  | 9.0  | Non     |
| Total | Total             | 3 480       | 3 357       | 100 %    | 100 %    |        | 17      |      |         |

| Collège communal   |                  |                    |
| ------------------ | ---------------- | ------------------ |
| Bourgmestre        | Christian Verdin | MR - MICS          |
| 1er Échevine       | Rébecca Licher   | Ecolo              |
| 2e Échevin         | Yvon Rollin      | Les Engagés - MICS |
| 3e Échevin         | Raphaël Lambotte | MR - MICS          |
| 4e Échevin         | Marianne Dupont  | MR - MICS          |
| Présidente du CPAS | Pascale Schmitz  | Ecolo              |

### Liste des bourgmestres depuis 1830
- Alfred (Freddy) Léonard (1977 à 1992)
- François Minguet (1992 à 1994)
- Raymond Maréchal (1994 à 2012)
- Frédéric Léonard (2012 à 2024)
- Christian Verdin (2024 à aujourd'hui)

### Jumelage
La commune de Ferrières est jumelée avec  Chablis depuis 1965. La fête du vin organisée chaque année à Pâques est l'une des conséquences de ce jumelage.

## Patrimoine et culture

### Patrimoine architectural et sites

#### Section de Ferrières
- Le musée du Jouet de Ferrières. Au centre de Ferrières, à quelques dizaines de mètres de la Place de Chablis, le musée du Jouet présente plus de 1 000 jouets choisis dans ses collections. Outre les salles permanentes, une exposition thématique temporaire permet de faire découvrir autrement le jouet d'autrefois.
- La ferme de la House à Ferrières.
- La chapelle Sainte-Barbe de Burnontige.
- L'ancien prieuré de Bernardfagne à Saint-Roch qui juxtapose de belles constructions des XVIIe et XVIIIe siècles[7].
- La Grotte du Renard à Malacord.

#### Autres sections
- Les rochers et le ravin de Sy.
- Le château fort de Logne.
- La chapelle romane de Vieuxville, reprise sur la liste du patrimoine exceptionnel de la Région wallonne.
- La ferme de la Bouverie et le musée du château fort de Logne à Vieuxville.
- Le domaine de Palogne à Vieuxville.
- Le village de My repris depuis 2019 parmi les plus beaux villages de Wallonie.
- Le musée de la Vie rurale de Xhoris.

#### Divers
- La Transferrusienne, préRAVeL reliant Xhoris à Ferrières et Werbomont sur une distance de 18 km.
- La liste du patrimoine immobilier classé de Ferrières.

### Culture
- La Fête du Vin se déroule le week-end de Pâques.
- Le festival musical Bucolique Ferrières Festival a lieu en août.

#### Gastronomie
Les Crottins de Ferrières sont un mélange de feuillantine et de chocolat.
Les bières Brown Sugar (au sirop de Liège), Wallifornian Pale Ale et La Ferrusienne (au miel ferrusien des ruchers des 3 vallées) produites par les Barons de la Bière à la Brasserie de Ferrières.

## Galerie d'images

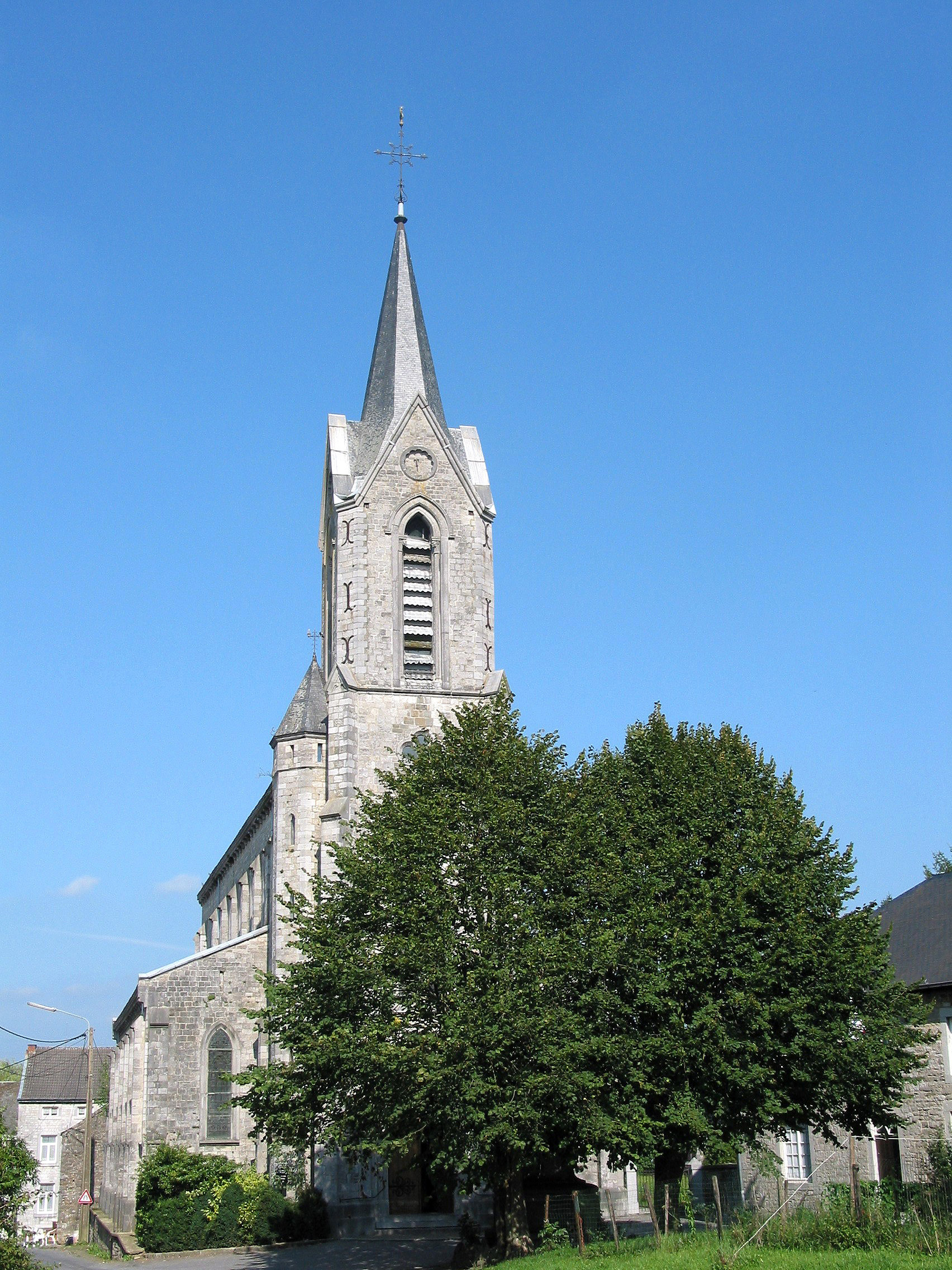
L'église Saint-Martin construite en 1878.
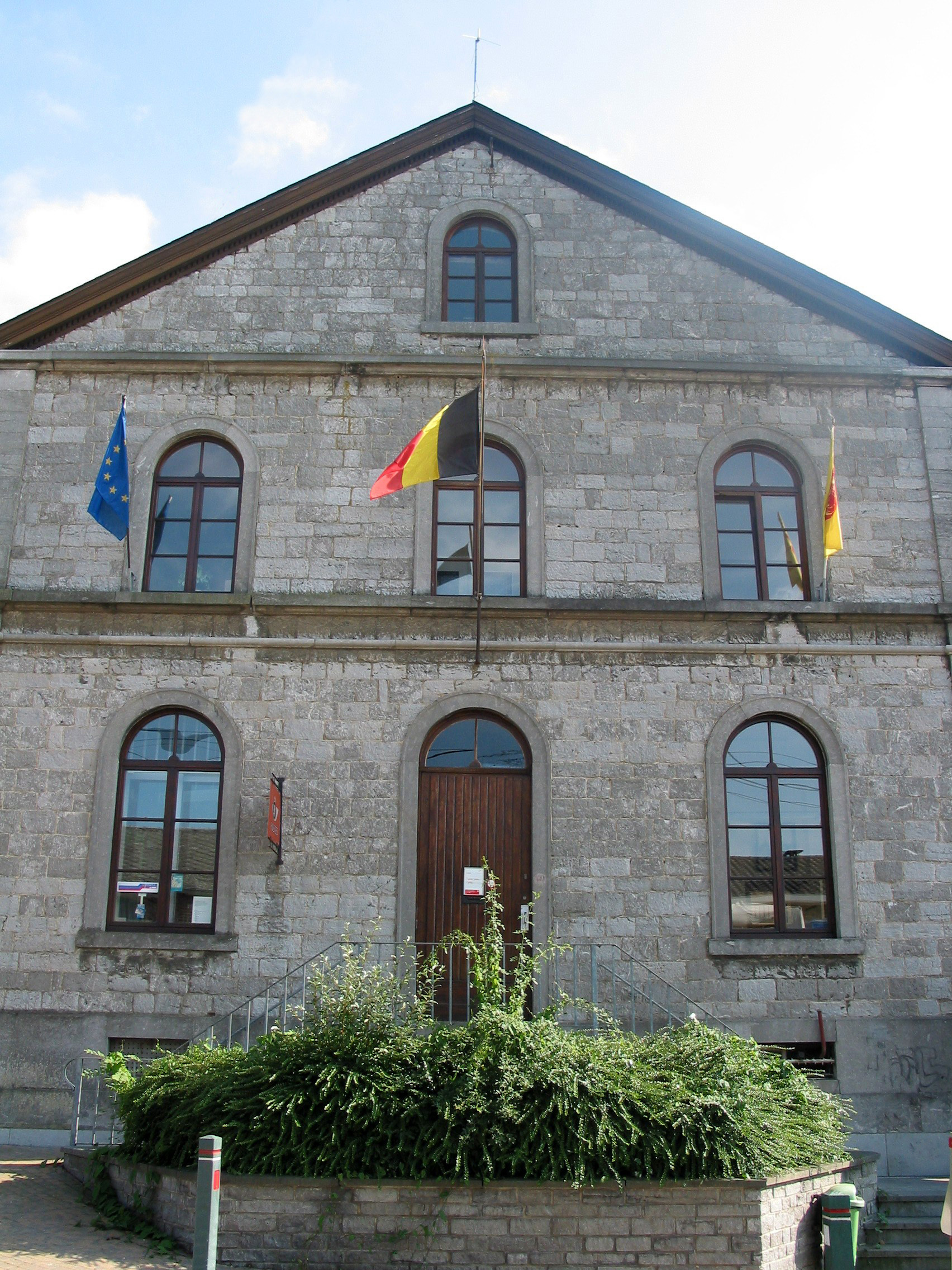
La maison communale.
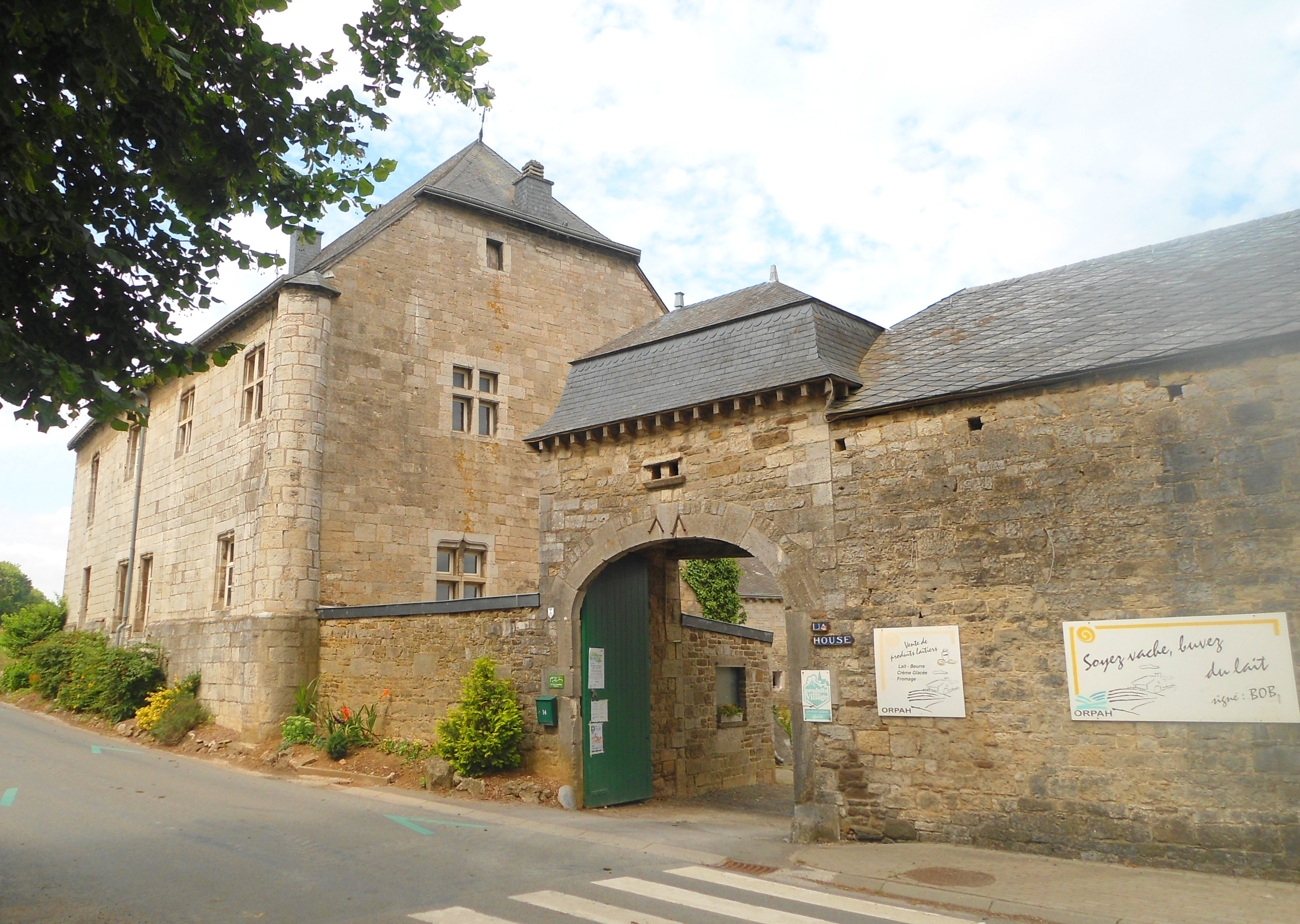
Ferrières : ferme de la House.
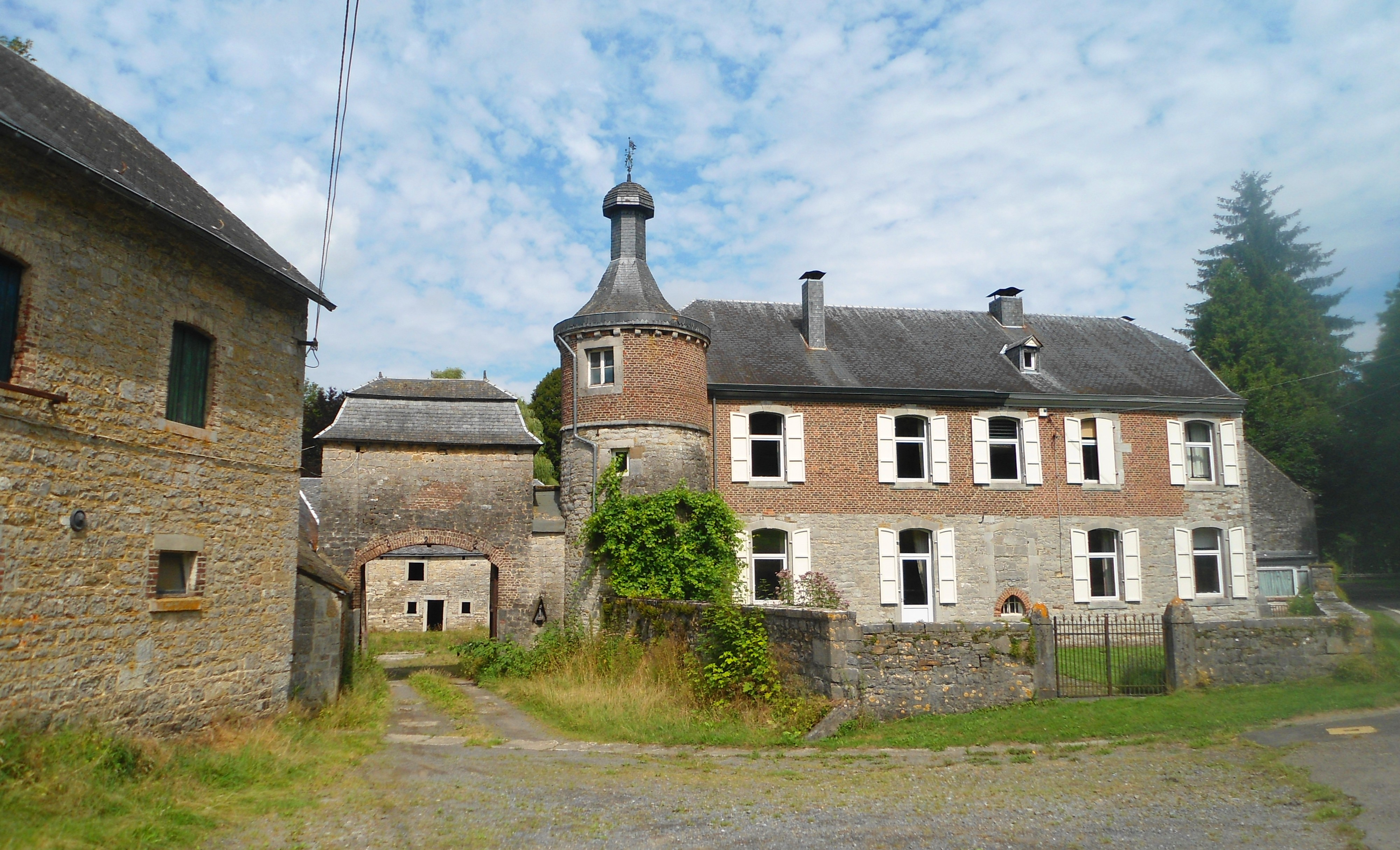
Château de Ferot.

## Vie associative
- À côté de l'église se situe le Cercle Sainte-Jeanne où se déroulent diverses activités tels que des concerts organisés par l'asbl Bucolique ou des spectacles du patro de Ferrières.
- Le Legends Trail est une course d'ultra-trail organisée au départ du collège Saint-Roch depuis 2022.

## Personnalités liées à la commune
- Anne-Josèphe Théroigne de Méricourt - La Belle liégeoise - (1762-1817), femme politique, vécut à Xhoris.
- Richard Heintz (1871-1929), peintre, vécut longtemps à Sy.
- Marcel Lagasse (1880-1974), peintre, vécut à Saint-Roch, Rouge-Minière et Xhoris.
- Henri Théatre (1913-1985), peintre, vécut à Logne.
- Anne Rosat, née le 1er août 1935 à Ferrières, est une artiste pratiquant le découpage.